# 冯俏彬
冯俏彬（1968年—2025年7月12日），女，四川盐亭人，中华人民共和国财政学家，国务院发展研究中心宏观经济研究部副部长。

## 生平
1989年，毕业于扬州大学，获经济学学士学位。1991年，进入重庆理工大学工作。1997年，任重庆理工大学会计系党总支副书记。2002年至2005年，在财政部财政科学研究所（现中国财政科学研究院）就读博士，师从贾康。2005年，赴哈佛大学肯尼迪政府学院任访问学者一年。2006年，任重庆理工大学会计学院党总支书记兼任会计学院副院长。2007年9月，获颁第三届黄达-蒙代尔经济学奖，获奖论文题目《私人产权与公共财政》。
2007年4月，进入西南财经大学工作，历任财政税务学院副院长、科研处副处长等职。2011年，进入国家行政学院从事博士后研究，后在国家行政学院经济学部任教。2019年3月，任国务院发展研究中心宏观经济研究部副部长。2025年7月12日，逝世。

## 出版物
- 冯俏彬. . 北京: 中国财政经济出版社. 2005. ISBN 7-5005-8552-7.
- 冯俏彬. . 北京: 经济科学出版社. 2012. ISBN 978-7-5141-1929-9.
- 冯俏彬. . 中国改革新征途：体制改革与机制创新丛书. 北京: 人民出版社. 2018. ISBN 978-7-01-018578-1.